# Ruta Estatal de Arizona 261
La Ruta Estatal de Arizona 261, y abreviada SR 261 (en inglés: Arizona State Route 261) es una carretera estatal estadounidense ubicada en el estado de Arizona. La carretera inicia en el sur desde la SR 273     en Crescent Lake hacia el norte en la SR 260     en Eagar. La carretera tiene una longitud de 28,8 km (17.92 mi).

## Mantenimiento
Al igual que las autopistas interestatales, y las rutas federales y el resto de carreteras estatales, la Ruta Estatal de Arizona 261 es administrada y mantenida por el Departamento de Transporte de Arizona por sus siglas en inglés ADOT.